# Anthothelidae
Anthothelidae is een familie van zachte koralen uit de orde van Alcyonacea.

## Geslachten
- Alertigorgia Kükenthal, 1908
- Anthothela Verrill, 1879
- Briareopsis Bayer, 1993
- Erythropodium
- Iciligorgia Duchassaing, 1870
- Solenocaulon Gray, 1862
- Stereogorgia
- Tubigorgia Pasternak, 1985
- Victorgorgia Lopez Gonzalez & Briand, 2002